# NGC 5650
NGC 5650 este o intermediate spiral galaxy⁠(d) situată în constelația Fecioara. A fost descoperită în 12 mai 1793 de către William Herschel. Se află la o distanță de 106,17 megaparseci de Pământ.